# Vern Mikkelsen
Arild Verner "Vern" Agerskov Mikkelsen (Fresno, 21 de outubro de 1928 - Wayzata, 21 de novembro de 2013) foi um jogador e treinador norte-americano de basquete profissional. Um dos primeiros Ala-pivô da NBA na década de 1950, ele era conhecido por sua defesa tenaz. Além dos 4 títulos da NBA, ele foi seis vezes selecionado para o All-Star Game e foi introduzido no Hall da Fama do Basquete em 1995.

## Primeiros anos
Mikkelsen nasceu em Parlier, Califórnia e foi criado na comunidade dinamarquesa-americana de Askov, Minnesota. Seu pai, Michael, era um imigrante da Dinamarca que se tornou um pastor luterano em Askov.

## Carreira universitária
Mikkelsen entrou na Universidade Hamline com uma bolsa de basquete aos 16 anos. Em seu último ano, Mikkelsen liderou a Divisão II da NCAA em porcentagem de acerto de arremessos. Hamline venceu o Torneio da Divisão I da NAIA de 1949. Mais tarde, ele receberia um mestrado em psicologia pela Universidade de Minnesota.

## Carreira profissional

### Minneapolis Lakers (1949-1960)
Mikkelsen jogou com George Mikan e Jim Pollard na quadra de ataque do Minneapolis Lakers. Os Lakers ganharam quatro títulos da NBA durante a carreira de Mikkelsen.
Mikkelsen encerrou sua carreira depois de dez temporadas na NBA em 1959, tendo jogado em 699 de 704 jogos possíveis. Ele terminou sua carreira com 10.063 pontos marcados.

### Honras e prêmios
Em 1956, Mikkelsen foi introduzido no Hall da Fama da NAIA.
Mikkelsen foi introduzido no Hall da Fama do Basquete em 1995, juntamente com o treinador do Lakers, John Kundla.
Em 2002, durante o intervalo de um jogo entre Lakers e Minnesota Timberwolves, Mikkelsen e seus companheiros de equipe, George Mikan, Slater Martin, Arlee Pollard (viúva de Jim Pollard), Clyde Lovellette e o técnico John Kundla foram presenteados com anéis de campeão. Os jogadores de Minneapolis receberam os mesmos anéis fornecidos pela NBA ao campeão Los Angeles Lakers naquele mesmo ano.

## Vida pessoal e família
A esposa de Mikkelsen, Jean, morreu em 2002, após 47 anos de casamento. Seus dois filhos se chamam Tom e John. Em 2006, uma biografia foi publicada por John Egan intitulada The Vern Mikkelsen Story.
Mikkelsen morreu em 21 de novembro de 2013, em Wayzata, Minnesota, cercado por sua família.

## Estatísticas na NBA

### Temporada regular
| Ano      | Equipe      | PJ  | MPJ  | AP   | LL   | RT   | AS  | PPJ  |
| -------- | ----------- | --- | ---- | ---- | ---- | ---- | --- | ---- |
| 1949–50† | Minneapolis | 68  | –    | .399 | .752 | –    | 1.8 | 11.6 |
| 1950–51  | Minneapolis | 64  | –    | .402 | .676 | 10.2 | 2.8 | 14.1 |
| 1951–52† | Minneapolis | 66  | 35.5 | .419 | .761 | 10.3 | 2.7 | 15.3 |
| 1952–53† | Minneapolis | 70  | 35.2 | .435 | .752 | 9.3  | 2.1 | 15.0 |
| 1953–54† | Minneapolis | 72  | 31.2 | .374 | .742 | 8.5  | 1.7 | 11.1 |
| 1954–55  | Minneapolis | 71  | 36.0 | .422 | .747 | 10.2 | 2.0 | 18.7 |
| 1955–56  | Minneapolis | 72  | 29.2 | .386 | .804 | 8.4  | 2.4 | 13.4 |
| 1956–57  | Minneapolis | 72  | 30.5 | .377 | .807 | 8.8  | 1.7 | 13.7 |
| 1957–58  | Minneapolis | 72  | 33.2 | .410 | .786 | 11.2 | 2.3 | 17.3 |
| 1958–59  | Minneapolis | 72  | 29.7 | .390 | .806 | 7.9  | 2.2 | 13.8 |
| Carreira | Carreira    | 699 | 32.5 | .401 | .762 | 9.4  | 2.1 | 14.4 |
| All-Star | All-Star    | 6   | 18.3 | .386 | .650 | 8.7  | 1.3 | 11.2 |

### Playoffs
| Ano      | Equipe      | PJ | MPJ  | AP   | LL   | RT   | AS  | PPJ  |
| -------- | ----------- | -- | ---- | ---- | ---- | ---- | --- | ---- |
| 1950†    | Minneapolis | 12 | –    | .369 | .767 | –    | 1.5 | 13.0 |
| 1951     | Minneapolis | 7  | –    | .406 | .660 | 9.6  | 2.4 | 15.6 |
| 1952†    | Minneapolis | 13 | 38.1 | .432 | .828 | 8.5  | 1.5 | 13.3 |
| 1953†    | Minneapolis | 12 | 33.3 | .331 | .848 | 8.7  | 2.0 | 12.0 |
| 1954†    | Minneapolis | 13 | 28.8 | .459 | .861 | 5.6  | 1.3 | 10.2 |
| 1955     | Minneapolis | 7  | 29.9 | .353 | .783 | 11.1 | 1.9 | 13.7 |
| 1956     | Minneapolis | 3  | 30.0 | .423 | .900 | 5.7  | 0.7 | 13.3 |
| 1957     | Minneapolis | 5  | 32.4 | .398 | .647 | 8.6  | 3.4 | 17.6 |
| 1959     | Minneapolis | 13 | 28.5 | .412 | .767 | 7.2  | 1.8 | 15.5 |
| Carreira | Carreira    | 85 | 31.5 | .398 | .784 | 8.1  | 1.8 | 13.8 |